# Hoplomachus affiguratus
Hoplomachus affiguratus är en insektsart som först beskrevs av Philip Reese Uhler 1895.  Hoplomachus affiguratus ingår i släktet Hoplomachus och familjen ängsskinnbaggar. Inga underarter finns listade i Catalogue of Life.